# Lac des Autannes
Le lac des Autannes est un lac de montagne situé dans le Val d'Anniviers, dans le canton du Valais, en Suisse. Il se trouve à 2 686 mètres d'altitude, au-dessus de Grimentz et à 230 mètres en contrebas du col de Torrent.
D'une superficie de 4,5 hectares, le lac sert de point de pêche à la truite après avoir été réempoissonné et affermé. Il se déverse dans le lac de Moiry, situé juste en dessous.
Le nom autannes est à rapprocher du mot août, date à laquelle les bêtes étaient amenées pour pâturer.